# Michiel van Bakel

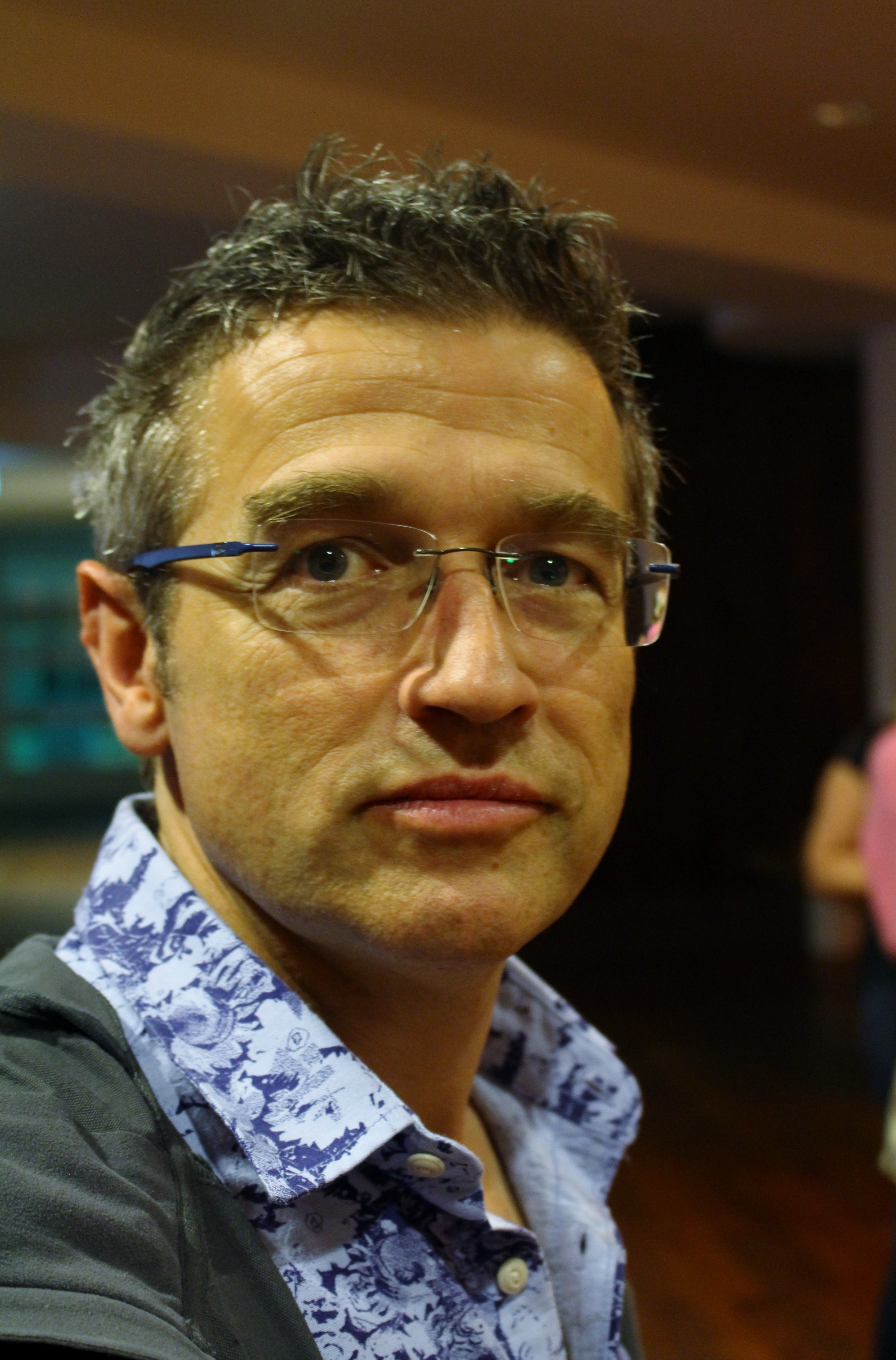
Van Bakel in 2014

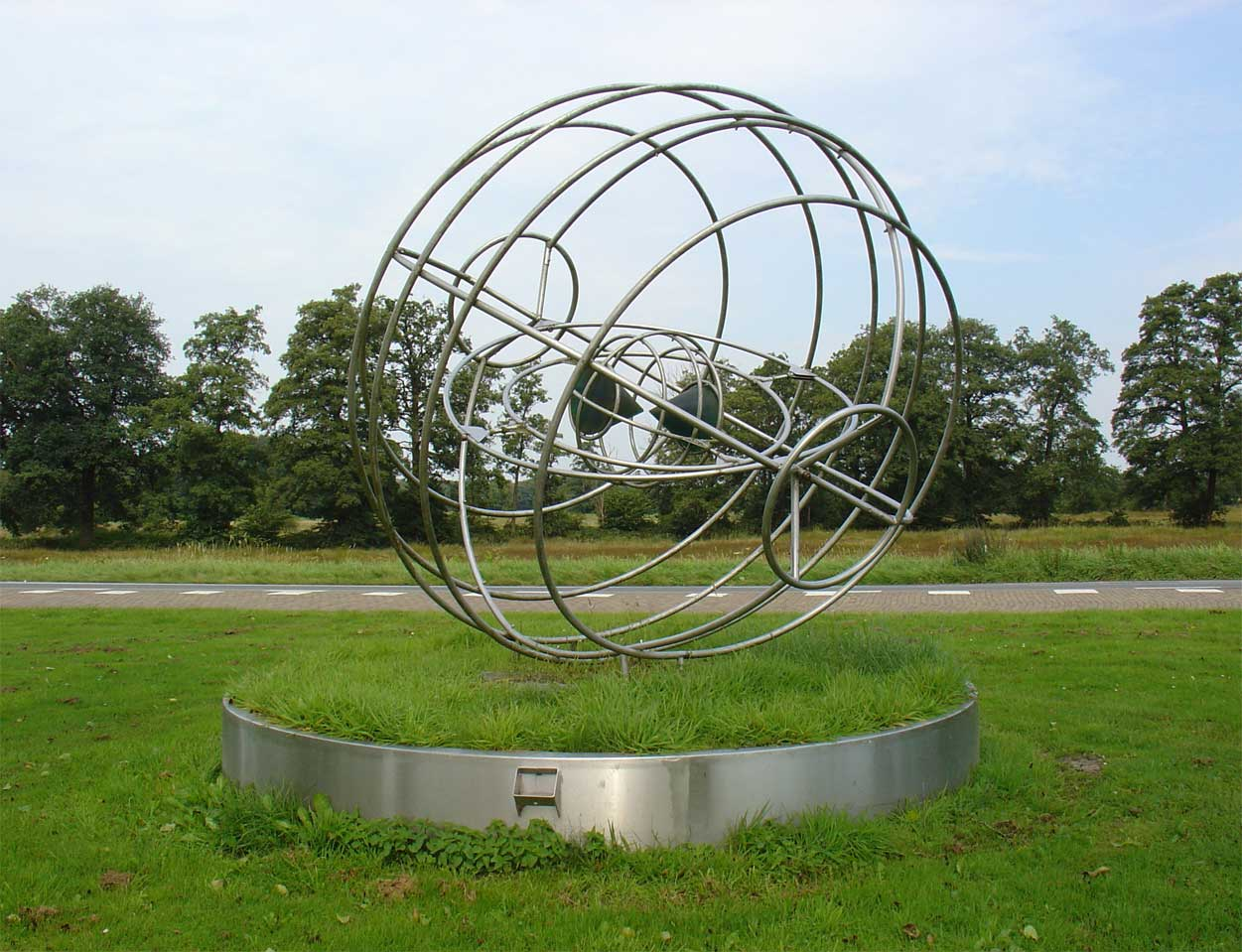
Diabolo bij Deurze in Drenthe (1996)

Michiel van Bakel (Deurne, 16 mei 1966) is een Nederlandse beeldend kunstenaar.
Van Bakel, zoon van de Brabantse beeldhouwer en meubelontwerper Gerrit van Bakel, studeerde aanvankelijk psychologie aan de Katholieke Universiteit van Nijmegen en sterrenkunde aan de Universiteit Leiden. Van 1988 tot 1992 volgde hij de opleiding vrije kunst en beeldhouwen aan de kunstacademie van Arnhem.
Na zijn opleiding begon hij als beeldhouwer, maar hij maakte gaandeweg ook video, film en multimedia-installaties. Zijn werk werd onder andere bekroond met een eerste prijs in 2004 op het Black Maria Film and video Festival (Verenigde Staten) en een speciale prijs van de jury in 2000 op VideoLisboa (Portugal). Van Bakel is als beeldend kunstenaar gevestigd in Rotterdam.

## Werk (selectie)
- Scheepshoorn - Rotterdam (2006)
- Time-Ring (2006)
- An Atomic Theatre (2006)
- Skyscraper (2005)
- Corrente (2005)
- Zinc Garden (2004)
- Equestrian (2003)
- Narcissus Narcosis (2002)
- Video-Sphere (1999)
- Hovering over Wasteland (1998)
- Diabolo - Deurze (1996)